# Анри дьо Роан
Анри дьо Роан (на френски: Henri de Rohan, 21 август 1579 – 13 април 1638) е френски херцог и офицер, лидер на хугенотите по време на борбата им за запазване на привилегиите дадени с Нантския едикт през 20-те години на ХVІІ в.

## Произход и ранни години
Той е внук на Рене І дьо Роан (влиятелен благородник от Бретан) и далечен наследник на кралете на Навара. Баща му Рене ІІ се жени за Катрин дьо Партене, принадлежаща към друга протестантска фамилия от Поату. Ето как Анри дьо Роан свързва пътя си с протестантството от самото си раждане. През управлението на Анри IV младият хугенот преживява най-хубавото си време. Той се сближава с краля, който го прави херцог и пер на Франция и се жени за Маргьорит - дъщерята на неговия министър Максимилиен дьо Бетюн, херцог дьо Сюли. Пред него има бляскави перспективи. Той се изявява като отличен военачалник в няколко кампании против испанците във Фландрия. Съдбата му рязко се променя с убийството на краля през май 1610 г.

## Водач на хугенотите
Изглежда, че Анри дьо Роан става водач на хугенотската съпротива след тежки колебания. Все пак, нов крал е синът на Анри ІV - Луи XIII, на когото всеки офицер в държавата дължи вярност. Но ситуацията в страната бързо се променя и под влияние на кралицата-майка Мария Медичи отношението към хугенотите изобщо не е толерантно. Оказва се, че в този момент Роан е единственият, който може да ги поведе на борба. Те се събират в Сомюр да обсъдят ситуацията и именно на тази среща херцогът се радикализира. Докато Филип дьо Морне настоява за примирение пред короната, Роан оглавява твърдолинейните хугеноти. Той надделява и внушава решимост ако натискът се засили, да се започнат военни действия.
Правителството предприема решителни мерки против хугенотската автономия в началото на 20-те години. Възмутените хугеноти се организират за борба, а кралят подготвя военна акция. На събрание в Ла Рошел Роан утвърждава авторитета си и въвежда данъци и собствени монети. Започва въстание, което обхваща провинциите Лангедок, Гюйен, Сентонж. Военни действия се водят край Монтобан, Сен-Жан д'Анжели и Монпелие. Като главнокомандващ Роан прави всичко по силите си и печели някои малки битки, но общата тенденция е против него. Обръчът около хугенотските владения се затяга и през 1627 г. се концентрира до обсада на Ла Рошел. Роан изпраща там брат си Бенжамен, който убеждава гражданите да се бранят с цялата си решителност. Междувременно подновява войната в Лангедок и преговаря с Англия да изпрати подкрепления. Всичките му усилия остават напразни - през октомври 1628 г. Ла Рошел капитулира. На 27 юни 1629 г. Роан е принуден да подпише едикта от Але, с който хугенотите губят правото си на събрания и собствени закони, както и своите „сигурни места“.

## Край на живота
На следващия ден Роан напуска Франция за шест години. Той се установява във Венеция, където пише спомени, издадени през 1644 г. Там представя своята гледна точка за борбата в родината си. Приживе издава две книги: Съвети към владетелите и християнските държави (1634) и Перфектният капитан (1638) - добър пример за политическа философия.
През 1634 г., в хода на Тридесетгодишната война, Луи ХІІІ го връща на служба и го назначава начело на войските в Италия. Сега към сравнението, което някога Роан прави с Цезар (той казва, че при Ла Рошел кралят „дошъл, видял и победил“), един историк добавя: „Кралят дойде, видя, победи и прости.“ Херцогът получава задача да охранява важния проход Валтелин от испанците. В началото има успехи, но по-късно се оказва изолиран в планински район и оставен без снабдяване и подкрепления. Успява да съобщи на кардинал Ришельо за положението си, но не получава подкрепа. Счетен за виновник за претърпяното поражение, той е освободен от служба, а забраната да се връща във Франция е потвърдена. Все пак военната му кариера продължава. Бернхард фон Сакс-Ваймар - генерал на френска служба, го кани в щаба си в Германия. Роан приема и участва в битката при Райнфелден, където пада убит.